# جک استورر
جک استورر (انگلیسی: Jack Storer؛ زادهٔ ۲ ژانویهٔ ۱۹۹۸ بازیکن فوتبال اهل بریتانیا است.
از باشگاه‌هایی که در آن بازی کرده‌است می‌توان به باشگاه فوتبال استیونج و باشگاه فوتبال بیرمنگام سیتی اشاره کرد.